# فرویدن‌برگ (زیگرلند)
شهر فرویدن‌برگ در ایالت نوردراین-وستفالن در کشور آلمان واقع شده‌است.